# Einsatzmedaille der Bundeswehr

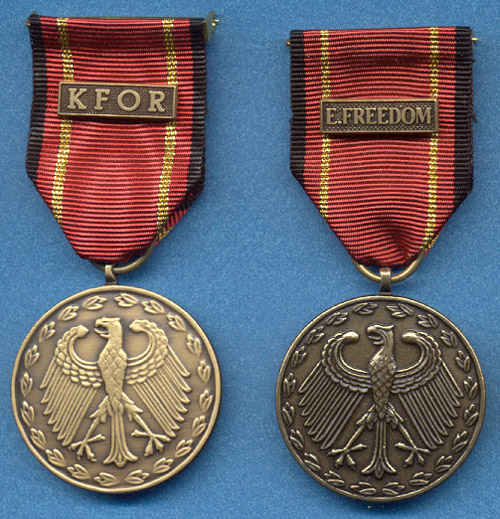
Einsatzmedaillen für KFOR und Enduring Freedom

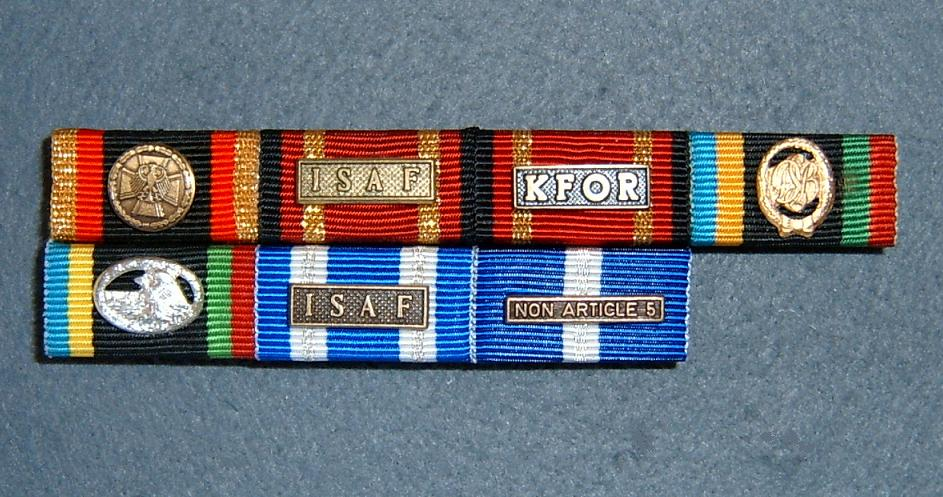
Bandschnalle (v. l. n. r.): Ehrenmedaille der BW, Einsatzmedaillen ISAF und KFOR, Deutsches Sportabzeichen in Gold (alte Ausführung), Rettungsschwimmabzeichen der DLRG in Silber, NATO-Medaillen „ISAF“ und „Non Article 5“

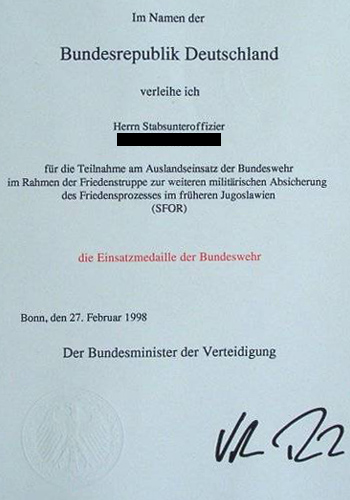
Urkunde zur Verleihung der Einsatzmedaille für SFOR

Die Einsatzmedaille der Bundeswehr ist eine Auszeichnung für deutsche und ausländische Militärangehörige. Die Medaille hat einen Durchmesser von 35 mm und trägt auf der Vorderseite den Bundesadler in einem stilisierten Lorbeerkranz. Die Rückseite ist frei. Die Medaille wird an einem 30 mm breiten Band getragen, das aus einem roten Grundband mit schwarz-rot-goldenen Randstreifen besteht.

## Entstehung
Die am 25. April 1996 gestiftete Medaille wurde erstmals und einmalig rückwirkend am 26. Juni 1996 für den Auslandseinsatz im Rahmen des VN-Kontingent der VN-Schutztruppe in Kroatien (UNPF) durch den damaligen Bundesminister der Verteidigung Volker Rühe verliehen. Die Medaille wird in einer einzigen Prägung in den Ausführung in Bronze, Silber oder Gold verliehen und unterscheidet sich nur in der Einsatzbezeichnung auf der gleichfarbigen Spange zur Medaille (Auflistung siehe weiter unten). Die silberne und goldene Fassung der Medaille wurde am 28. Januar 2003 gestiftet. Die Medaille kann neben anderen Medaillen für denselben Einsatz verliehen werden, z. B. der UN-Medaille, der Einsatzmedaille der Europäischen Union oder der NATO-Medaille für dasselbe Einsatzgebiet.
Seit 2003 können auch Angehörige ausländischer Streitkräfte mit der Einsatzmedaille ausgezeichnet werden. Diese können für besondere Verdienste um die Bundeswehr während Auslandseinsätzen ausgezeichnet werden. Die Ehrung Angehöriger ausländischer Streitkräfte mit den eigenen Auszeichnungen war bereits vorher bei den NATO-Partnerstaaten Praxis.
Im November 2010 wurde die Einsatzmedaille Gefecht als Sonderstufe der Einsatzmedaille der Bundeswehr gestiftet. Sie wurde erstmals am 25. November 2010 durch den damaligen Bundesminister der Verteidigung Karl-Theodor zu Guttenberg rückwirkend posthum einem am 29. April 2009 bei Kunduz gefallenen deutschen Soldaten, dem Hauptgefreiten Sergej Motz, verliehen und dessen Angehörigen überreicht.
Nach zahlreichen Wünschen aus der Truppe, den jahrelangen Forderungen des Wehrbeauftragten des Deutschen Bundestages und Anträgen aus dem Bundestag, entschied die damalige Bundesministerin der Verteidigung Ursula von der Leyen im Mai 2019 den Stichtag für dieses Ehrenzeichen vom 30. Juni 1995 auf den 1. November 1991 vorzuverlegen. Damit ist es auch möglich, 2600 Bundeswehrangehörigen, die in Südostasien und Zentralafrika bei den UN-Einsätzen UNAMIC, UNOSOM, UNTAC und UNAMIR dienten, mit der Einsatzmedaille der Bundeswehr auszuzeichnen. Gleichzeitig stiftete die Ministerin vier neue Einsatzmedaillen für die UN-Missionen UNAMIC (Oktober 1991 bis März 1992) und UNTAC (Mai 1992 bis November 1993) in Kambodscha, UNOSOM in Somalia (August 1992 bis März 1994) und UNAMIR in Ruanda (Juli bis Dezember 1994).
Am 22. September 2021 wurde erstmals die neu gestiftete Sonderstufe der Einsatzmedaille MilEvakOp (Militärische Evakuierungsoperation) durch Bundeskanzlerin Angela Merkel, Verteidigungsministerin Annegret Kramp-Karrenbauer sowie Generalinspekteur Eberhard Zorn verliehen. Empfänger der Auszeichnung waren rund 500 Soldaten, die vom 16. bis 26. August 2021 an der militärischen Evakuierungsoperation am Flughafen Kabul anlässlich des Vormarsch der Taliban in Afghanistan 2021 beteiligt waren und insgesamt 5.347 Personen evakuiert haben.

## Stiftungszweck
Die Einsatzmedaille der Bundeswehr ist als ein sichtbares Zeichen für die Teilnahme an Einsätzen oder besonderen Verwendungen im Ausland im Rahmen humanitärer, friedenserhaltener oder friedensschaffener Maßnahmen für alle Soldaten der Bundeswehr sowie deren zivile Mitarbeiter gestiftet worden.

## Verleihungskriterien
Die Voraussetzungen, welche zur Verleihung der Einsatzmedaille führen, sind folgende Dienstzeiten im Rahmen von Einsätzen oder besonderen Verwendungen:
1. für die Einsatzmedaille in Bronze: 30 Tage
2. für die Einsatzmedaille in Silber: 360 Tage
3. für die Einsatzmedaille in Gold: 690 Tage

im Einsatz- oder Operationsgebiet. Der Dienst muss dabei nicht zusammenhängend geleistet worden sein. Die Dienstzeiten müssen für die Verleihung der Einsatzmedaille der Stufe „Gefecht“ nicht erfüllt sein. Weitere Personen, die diese zeitlichen Mindestvoraussetzungen nicht erfüllen, können dennoch mit der Einsatzmedaille der entsprechenden Stufe geehrt werden. Allerdings entscheidet darüber der Chef des Bundespräsidialamtes. Im Fall einer Verwundung oder des Todes während des Einsatzes kann die Medaille auch postum und ohne die zeitliche Mindestvoraussetzung verliehen werden.

## Verleihungsausschluss
Die Einsatzmedaille der Bundeswehr kann auch wieder entzogen werden und zwar für vorbestrafte Personen, bei denen dieselben Bestimmungen greifen, die auch zum Entzug des Verdienstordens der Bundesrepublik Deutschland führen können. Im Übrigen kann bei Pflichtverletzungen während der Einsätze oder in der besonderen Verwendung die Verleihung der Einsatzmedaille ausgeschlossen werden.

## Verleihungspraxis
Die Verleihung der Einsatzmedaille hat im würdigen Rahmen zu erfolgen. Die Beliehenen erhalten eine vom Bundesminister der Verteidigung oder der Bundesministerin der Verteidigung unterzeichnete Urkunde, die zusätzlich das kleine Bundessiegel trägt. Die Medaille geht mit Verleihung in das Eigentum des Beliehenen über. Die Einsatzmedaille kann in Ausnahmefällen auch an Angehörige ausländischer Streitkräfte verliehen werden, wenn diese sich im Rahmen der Einsätze oder besonderen Verwendungen besondere Verdienste um die Bundeswehr erworben haben.

## Spangen
Folgende Spangen wurden bisher verliehen:

Einsatzmedaillen der Bundeswehr
ACEH
ACT. ENDEAVOUR
AF TUR
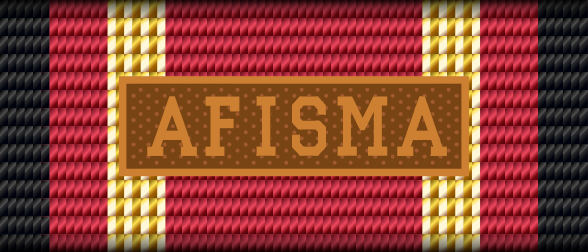
AFISMA
AFOR
AIR DROP GAZA (1)
AMD TF eVA POL (2)
ARABIAN LEOPARD (3)
ALLIED FORCE
ALLIED HARMONY (4)
ALLIED HARVEST
ASPIDES
ATALANTA
ÄGÄIS
COUNTER DAESH
CD/CB IRQ (5)
DEU 1 (6)
DEU StP NIAMEY (7)
EAGLE ASSIST (8)
EBOLAHILFE
E. FREEDOM
ENHANCED FORWARD PRESENCE
ERDBEBEN-HILFE TÜRKEI
EU 1
EUCAP NESTOR
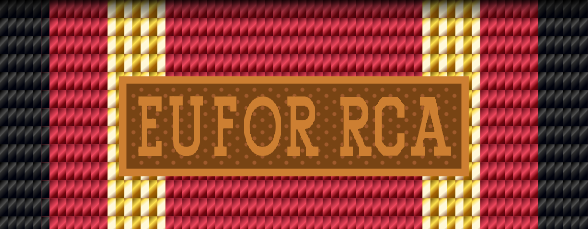
EUFOR RCA
EUFOR RD CONGO
EUFOR
EUMPM Niger (9)
EUNAVFOR MED
EUTM MALI
EUTM SOMALIA
eVA BG SVK
eVA FCE LTU
FENNEK (10)
FOX
GAZELLE (11)
GULFSTREAM (12)
IFOR
IRAKHILFE
INTERFET
ISAF (auch in Silber und Gold)
KFOR
KVM
MARITIME GUARD
MARITIME MONITOR
MCMFORMED
MCMFORNORTH
MCMFORSOUTH
MilEvakOp (13)
MINURSO
MINUSMA
NTCB-I (14)
OSZE 1
OSZE II
PERSISTENT EFFORT (15)
PERSISTENT PRESENCE (16)
RESOLUTE SUPPORT
SEA GUARDIAN
SEENOTRETTUNG
SFOR
SHARP GUARD
SNMCMG 1
SNMCMG 2
SNMG 1
SNMG 2
STANAVFORCHAN
STANAVFORLANT
STANAVFORMED
SWIFT RELIEF (17)
TORIMA (18)
UNAMA
UNAMIC
UNAMID
UNAMIR
UNHCR
UNIFIL
UNMAC (19)
UNMEE
UNMHA
UNMIK
UNMIL
UNMIS
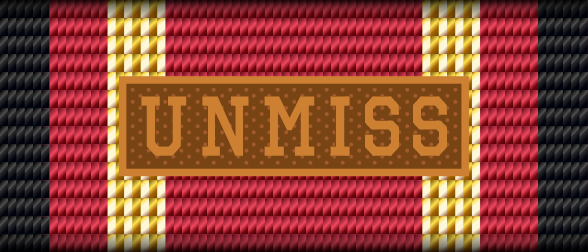
UNMISS
UNOMIG
UNOSOM
UNPF
UNSCOM
UNSMIL
UNTAC
VAPB
VJTF(M) (20)
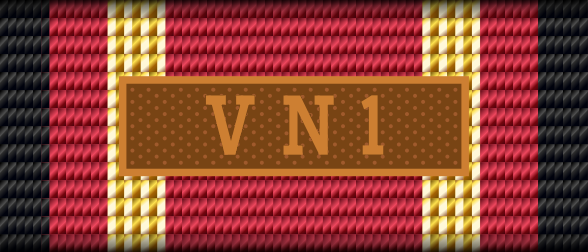
VN 1 (21)
WESTERN LION (22)
WEU 1 (23)

Einsatzmedaille Gefecht
GEFECHT

Erklärung der Abkürzungen:
  

## Trageweise
Am Tag der Verleihung wird die Einsatzmedaille in Originalgröße an Feldanzug, Dienstanzug und Gesellschaftsanzug getragen. Ansonsten wird sie, da sie mit Band verliehen wird, nur am Dienstanzug an der Bandschnalle in der höchsten verliehenen Stufe des jeweiligen Einsatzes getragen. Die Einsatzmedaille der Stufe Gefecht darf dabei neben den anderen Einsatzmedaillen getragen werden. Bei besonderen dienstlichen Anlässen, Staatsempfängen/Staatsakten oder aus privaten Gründen bei besonderen gesellschaftlichen Veranstaltungen können sowohl Einsatzmedaillen, als auch die Gefechtsmedaille in Originalgröße am Dienst- und (in Miniaturgröße) Gesellschaftsanzug getragen werden.

## Aussehen
Die Medaille ist bronze-, silber oder goldfarben, hat einen Durchmesser von 35 mm und zeigt auf ihrem Avers mittig den erhaben geprägten Bundesadler innerhalb zweier unten gekreuzter und nach oben hin gebogenen offenen Lorbeerzweigen. Das Revers ist glatt und leer. Das 30 mm breite rote Ordensband hat einen schwarz-rot-goldenen Saum. Auf dem Medaillenband ist die Spange des Einsatzes oder der besonderen Verwendung anzubringen, die entsprechend der verliehenen Stufe bronzen, silber oder golden gehalten ist.